# Couvent Saint-François de Nice
Pour les articles homonymes, voir Couvent Saint-François.
Le couvent Saint-François est un ancien couvent franciscain situé dans le Vieux-Nice dont il ne subsiste que des vestiges aujourd'hui. Une réhabilitation de l'ensemble a été entreprise en 2016 par la municipalité pour lui rendre ses allures d'origine.

## Historique
D'après la tradition, les franciscains s'établissent à Nice en 1239, dans le couvent Saint-Récupérat ou Saint-Recoubré, situé à l'est du port Lympia. Loin de la ville, sous la menace des pillards, leur supérieur Raymond Ricardi décide onze ans plus tard d'édifier un nouveau couvent au pied de la colline du château. Le 17 novembre 1250, un meunier, Augier Badat, leur fait don d'un terrain « pour le salut de [son] âme ». Le couvent est construit au niveau des actuels rue de la Tour et place Saint-François,. 
Pierre Gioffredo indique, dans son ouvrage Nicæa civitas, qu'au sein du couvent sont consacrés une chapelle en 1377 et plusieurs autels en 1448. Des travaux sont réalisés en 1483 avec le renouvellement de la voûte de l'église du couvent, laquelle est d'abord dénommée Sainte-Croix puis par la suite dédiée à saint François, ainsi que l'agrandissement des caveaux. En 1477, l'un des frères, Louis Terrini, fait ériger une croix au milieu du cimetière du couvent, lequel est situé à l'emplacement actuel de la place Saint-François. Il s'agit de ce qui est aujourd'hui la croix de Cimiez.
Durant les trois sièges de Nice, notamment celui de celui de 1705-1706, le couvent subit d'importants dégâts. Après l'annexion par la Première République française du comté de Nice en 1792, les autorités  françaises expulsent les frères et le couvent est alors reconverti en corps de garde, tribunal civil et tribunal de commerce, ainsi que bureau du magistrat de santé. Les troupes napoléoniennes utilisent une partie du couvent comme écurie en attendant leur départ pour la première campagne d'Italie.
Jean-Louis Truchi et Joseph Pollan rachètent tous deux le couvent aux enchères le 17 mai 1798 pour 343 000 francs. Le 20 juillet de la même année, l'église est vendue, également aux enchères, à Joseph Tomassi et Toulane pour 209 000 francs. Le couvent devient par la suite l'hôtel de l'Aigle d'Or avant que la ville de Nice s'en porte acquéreur et permette à la Confédération générale du travail des Alpes-Maritimes de s'y installer. L'église quant à elle devient au rez-de-chaussée une fabrique de glace puis des locaux pour le service de nettoiement de la ville, et au premier étage un cinéma puis un dancing. 

### La tour
L'église du couvent est d'abord surmontée d'un clocheton comportant deux cloches. En 1722, il est bâti un clocher coiffé d'une coupole et d'une croix très élancée,,. En 1798, le gouvernement français, qui vend l'église et le couvent, conserve le clocher qui devient propriété de la commune, dans le but de l'orner d'une horloge. Il n'existait alors en effet qu'une seule horloge publique dans la ville, celle de la tour Rusca. Même si en 1813 un devis est rédigé pour « la construction d'une horloge à placer au clocher de l'ancien couvent Saint-François », le projet n'aboutit pas avant près de trente années. Le clocher se dégrade peu à peu et sa coupole menace de s'effondrer. En 1833, le conseil communal décide de planifier des travaux, mais la ville ne dispose pas des moyens financiers nécessaires. 
Il faut attendre 1836 pour que la commune puisse rassembler 2 000 lires pour la rénovation et l'installation d'une horloge. Elle charge alors l'architecte Joseph Vernier de concevoir le projet et d'en évaluer le coût. En 1837, celui-ci remet son projet d'un coût de 3 380 lires. Il prévoit : la démolition de la coupole et de l'attique curviligne supérieur, la construction d'un nouvel attique, de forme carrée, mesurant 8,7 mètres et destiné à recevoir l'horloge, la construction d'un campanile pour la cloche, et des travaux visant à uniformiser la partie du clocher qui a été conservée. La pierre nécessaire sera issue de la carrière de Bon Voyage au nord-est de Nice. 
En août 1838, la ville rassemble la somme nécessaire et procède à la mise aux enchères publiques avec rabais afin de déterminer l'entreprise qui aura en charge les travaux. C'est finalement l'entrepreneur niçois Bernard Spinetta avec une offre inférieure de 15 % à la somme de départ qui est choisi. En ce qui concerne l'horloge, la ville fait appel en juillet 1838 à l'horloger niçois Auguste Davin et lui demande d'installer une horloge fabriquée à Morez (Jura) et d'en assurer l'entretien.
En 1839, la ville annonce l'achat d'une cloche de 100 rubs soit environ 800 kilogrammes afin que le son des heures et demi-heures soit entendu jusqu'à une demi-lieue de distance. La première cloche, installée par le fondeur niçois Dominique Rosina, s'avère défectueuse et est donc retirée. La ville passe au même fondeur une nouvelle commande pour une cloche de 140 rubs (1 100 kg), car les Niçois avaient jugé la première trop petite par rapport à la hauteur de la tour. Cependant, Dominique Rosina ne livrera jamais la cloche, pour une raison inconnue. En mars 1840, la ville fait finalement appel à la fonderie Pagano et Boero de Gênes qui propose un prix de 24,5 lires le rub (contre 28 et 29 lires pour les cloches de Rosina). Mais le poids n'ayant pas été précisé lors de la commande, la fonderie livre une cloche de 200 rubs (1 500 kg), ce qui oblige à effectuer de nouveaux travaux sur le campanile et l'ossature métallique qui doit supporter la cloche. Le montant des dépenses est revu à la hausse et l'on doit procéder à un appel aux dons. En janvier 1841, une somme de 1 200 lires, fournie par quatorze donateurs, principalement des notables de la ville, est ainsi rassemblée. 
Le 16 avril 1841 est effectuée la réception de tous les travaux.

## Vestiges
La tour du clocher, le chœur et la façade latérale est de l'ancienne église sont inscrits aux monuments historiques par arrêté du 23 juin 1993.

## Réhabilitation de l'ensemble Saint-François
Ce lieu historique de la vieille ville de Nice connait un développement important au XIIIe siècle. La communauté des Franciscains se structure en y construisant un couvent et une église, à côté de laquelle sera édifié le Palais Communal près de trois siècles plus tard. L'ensemble qui forme une partie du contour de la place Saint-François actuelle va évoluer progressivement au cours des siècles. Ce qui est particulièrement le cas de l'ancienne église : des éléments structurels vont s'y ajouter successivement entre le XIIIe siècle et le XVIIe siècle, notamment des chapelles latérales, une tour haute de 41 mètres, un cimetière et un cloitre. Des ornements de style baroque parachèveront l'évolution au XVIIIe siècle.
À partir du milieu du XIXe siècle, des particuliers vont acheter tour à tour les bâtiments et en transformer les lieux. Au début du XXIe siècle, la municipalité va racheter progressivement l'ensemble et engager des travaux de rénovation du couvent et du Palais communal en 2016, puis de la Tour et de l'église en 2018. Au centre des bâtiments historiques, la place a également été rénovée entre 2018 et 2019. C'est une des plus grandes réhabilitations du patrimoine historique de la deuxième décennie du XXIe siècle en France. Les travaux de réhabilitation de l'ancienne église devraient s'étaler sur trois ans, de 2018 à 2021.